# Christiaan Turcksin
Christiaan Turcksin (Peutie, 27 juni 1903 - Berleck (Detmold), 20 januari 1987) was de oprichter en leider van de Fabriekswacht, later Vlaamse Wachtbrigade en Vlaamse Flakbrigade.
Turcksin had, na een opleiding aan de vakschool Kardinaal Mercier in Schaarbeek, een gevarieerde loopbaan. Bij het uitbreken van de Tweede Wereldoorlog in 1940 baat hij het Vlaamsch Huis 'De Volkslust' in Vilvoorde uit, naast zijn werk als chef-monteur bij het metaalverwerkende bedrijf Chamebel. Hij is ook lid van het VNV, en gewestleider van Arbeidsorde. Wanneer Chamebel sluit wegens het grondstoffentekort dat door de oorlog veroorzaakt werd, schakelt Turcksin zich in de collaboratie in.
De Duitse overheid streefde er immers naar taken van bezetting uit te besteden aan lokale organisaties, om zoveel mogelijk manschappen vrij te houden voor de nakende invasie van Rusland. Als gewestleider van de Arbeidsorde werft Turcksin daarvoor, onder andere via zijn contacten met Duitse officieren van de vliegvelden van Evere en Melsbroek, klanten van zijn Vlaamsch Huis. De nu werkloze Turcksin ziet het gat in de markt en besluit een commerciële bewakingsdienst op te richten, de Fabriekswacht. Hij krijgt contracten van het Luftgaukommando Belgien und Nordfrankreich, de lokale autonome bevelsstructuur van de Duitse Luftwaffe, voor bewaking van de genoemde vliegvelden, maar ook andere, tot in Noord-Frankrijk, in samenwerking met Victor Nobels, die daar de Fabriekswacht der ss-Vlaanderen had opgericht. Pas vanaf oktober 1941 wordt de overkoepelende benaming Vlaamse Fabriekswacht algemeen gebruikt voor de verschillende activiteiten.
Na een jaar heeft Turcksins bedrijf al 1000 wachters in dienst. Nobels probeert de Fabriekswacht eerder naar de SS Vlaanderen en DeVlag te oriënteren, en als tegenreactie zoekt Turcksin steun bij het VNV. Er komt een grote verwevenheid met de Dietsche Militie - Zwarte Brigade van het VNV, en afspraken daarmee om ordelijk naast en door elkaar te bestaan. Op 15 januari 1943 wordt de Fabriekswacht zelfs een formeel deel van het VNV. Zo komt het uiteindelijk tot een machtsstrijd met het VNV om ook de financiële controle over het winstgevend bedrijf over te nemen. Turcksin kan uit hun greep blijven, door de Fabriekswacht in juni 1943 te hervormen tot Wehrmachtsgefolge van het Luftgaukommando, onder de naam Vlaamse Wachtbrigade. Hijzelf wordt stafofficier met de rang van Oberstleutnant.
Turcksin wordt in 1947 door de Belgische krijgsraad ter dood veroordeeld, maar komt in 1957 levend vrij.